# 望宸阁
30°21′41.37″N 120°10′52.89″E / 30.3614917°N 120.1813583°E

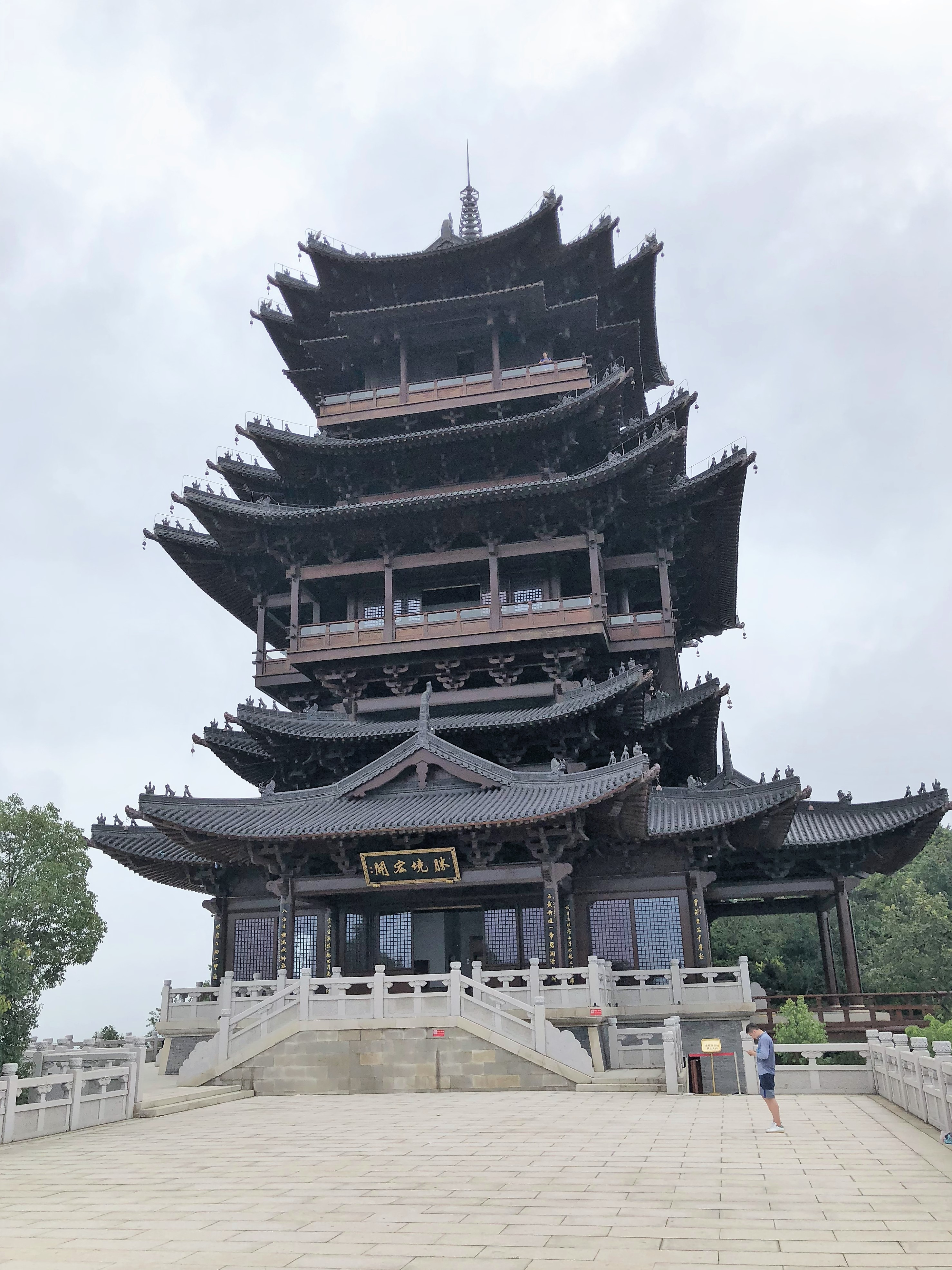

望宸阁位于浙江省杭州市拱墅区，半山国家森林公园主峰的西侧，高约42米，为一仿南宋楼阁式建筑。2015年9月开工建设，2017年10月开阁并对公众开放，为杭州城北的新地标，与城南吴山城隍阁遥相呼应。

## 名称
初拟名“龙居阁”，后改为现名称。“宸”指北极星所在，后引申为帝王代称，所在地拱墅因拱宸桥而得名，宸字即与此呼应，体现了当地的区域文化。亦谐音望城、旺城、望成，可以眺望南宋皇宫皇城以及杭州城，取希望杭城兴旺、诸事成功之意。

## 位置选址
半山地处杭州城北大门，为城北地区唯一的天然生态屏障，是区域地势中的自然景观高地，登高远眺的楼阁更能发挥其城市休闲、景观生态及门户形象等功能。而且，从杭州城南向北对望，在半山自然山脊形成的天际线上，古典园林建筑可成为景观视觉的焦点和天际线的重要点睛。
建设者选址时从不同方位和不同远近的视角对半山进行观察，按照“视线良好、环境融合”的原则，确定于主峰凉帽山附近的山脊线上。该点位考虑了自然现状及观景效果，且此处局部地形相对平坦，对生态干预较小，便于建筑基础及附属构筑物的布局。

## 建筑形制
建筑外观设计仿照南宋组合式楼阁形式，主体结构采用钢筋混凝土结构，副阶大部分为木结构。外观为重檐三层，内部有二层暗层，另有地下一层。总建筑面积1989平方米，其中地下建筑面积392平方米，望宸阁1275平方米。阁高参考宋画中楼阁与山体比例定为约40米。

### 构架[5]
楼梯间、电梯间构成钢筋混凝土剪力墙核心筒。
金柱为钢筋混凝土柱，外包菠萝格弧形板，柱之间以钢筋混凝土梁连接，外包木板。
檐柱和连接梁枋为菠萝格木材，柱端顶部带卷刹。木梁与钢混凝土柱交接处开槽，通过螺栓连接预埋的钢板。
一层在主要景观面设置观光平台，采用井干式架空。在东、西、南三面出抱厦，以扩大建筑底座。抱厦脊端套铜鸱吻，垂脊布置戗兽。
斗栱采用菠萝格木，参照宋《营造法式》，规格为四等材，顶层外檐为三跳六铺，其余各层外檐及平坐为双跳五铺，补间铺作之间用栱眼壁板封闭，外檐角昂有坐角神。
所有的出檐均为木作，檐头凭檐椽和飞椽向外挑出承载屋面，头部做卷杀加铜套保护。檐上盖厚木望板、防水卷材、水泥砂浆，铺盖釉亚光陶制筒瓦。角部老角梁出头套铜兽，挂风铎，子角梁发戗。
五层以上屋盖为木构造。补间铺作上以抹角梁法层叠形成藻井式构架，檐下设板隐檐。屋顶采用歇山十字脊，四处脊端为铜制鸱吻，居中攒尖处立有铜宝顶，以不锈钢杆作为雷公柱，由戗和檩固定以增强稳定性。
木栏杆为寻杖型栏杆，中间为斗子蜀柱，寻杖和盆唇绞角造。室外为望柱型石栏杆，云栱和瘿项承托寻杖。
梁柱木结构用熟桐油罩面，部分小木作采用调和漆。

### 平面陈设[6]
整幢阁体采用明三暗五的格局，平面呈十字形，各层在四角上略作变化调整。一层地面铺设方砖，其余各层地面铺木地板，阁内门窗为南宋风格的格子门窗，两层木格子中间嵌玻璃。
一层，台明四周设石栏杆，形成走道。内有一明两暗共3个开间，摆设了一幅大型瓯塑壁画《半山盛景图》，由瓯塑国家级非遗传承人周锦云制作。壁画以半山国家森林公园为核心，采用散点透视，涵盖京杭大运河、上塘河景观，包括拱宸桥、半山衣锦桥和杭钢新城等景象，以及当地的半山观桃、皋亭修禊、蚕花庙会场景等。瓯塑后方墙面为黄杨木雕《采桑图》以及杭绣、书法石刻线描等作品。其中的采桑图由黄杨木雕国家级和省级非遗传承人王笃纯、王笃芳、王笃清兄弟联手打造。
二层和四层是平坐下的暗层，二层摆设了一幅大型壁画《皋亭山史话与传说全图》，画作由画家傅伯星及学生赵华团队完成，包括十六个不同年代的半山历史故事和传说：先民水田，战国古杯，东吴古碑，钱王膝泉，烟半山烽，庙祀娘娘，泥猫驱鼠，赴寺求赦，太后焚香，丹心昭日，月明劝度，丹青遗韵，心越余音，皋亭修禊，人文泽后，重铸华章。
三层是明层，以南宋茶文化为主题，设置为茶室。
四层作为临时展厅，用于举办各专题展览和展示。
五层为海拔约300米的顶层，是最佳观景层，可凭栏远眺杭城风情。房间内有大幅书法铜雕《望宸阁记》，由书法家余好建书写，铜雕国家级非遗传承人朱炳仁雕刻。
负一层设有地宫密藏室，收集了一批反映当代杭州及拱墅的文字作品和望宸阁记。

### 楹联匾额
南挑台挂有金字蓝底的铜匾“望宸阁”，由书法家金鉴才题写，朱炳仁承制。匾两侧柱上的楹联为“千古名山，更叠崇楼洵绝代。四时清赏，相呼朗月可中天”，由杭州诗词楹联学会名誉会长王其煌撰句，书法家朱关田题写。西侧匾额“胜境宏开”，由书法家骆恒光题写。北侧匾额为“菁华璨然”。檐柱和附属的连廊八角亭另有其他楹联和匾额，均邀请名家创作。

### 照明
整体照明色系选用黄色。屋檐及塔顶采用不同灯光处理，使得夜晚望宸阁的立体层次更加清晰。2018年，杭州半山国家森林公园配套照明工程荣获23届广州国际照明展览会——阿拉丁神灯奖·优秀工程奖。

## 附属设施
半山西侧建设有一条旅游电瓶车车道到达望宸阁附近，有观光车从山脚往返。
沿台阶上升可见景区的乌头门，正面书“四海乘风”，背面为“华茂春荣”。通过乌头门后可到达望宸阁广场。
阁楼东侧接轩亭、连廊，连接建在半山主峰尖的重檐八角亭。亭参照《秉烛夜游图》设计。内置石碑一块，正面书“云聚峰会”，朱关田题写，背面《望宸阁碑记》，书法家蔡云超撰书。

## 注解
1. ↑  小说水浒传中，宋江征方腊的总寨设于皋亭山
2. ↑  当地习俗，制作双面泥猫，防鼠护蚕
3. ↑  元代画家王蒙、倪瓒等曾游半山
4. ↑  白居易、苏东坡、马一浮、郁达夫等作家曾游历半山